# يوهانس كبلر

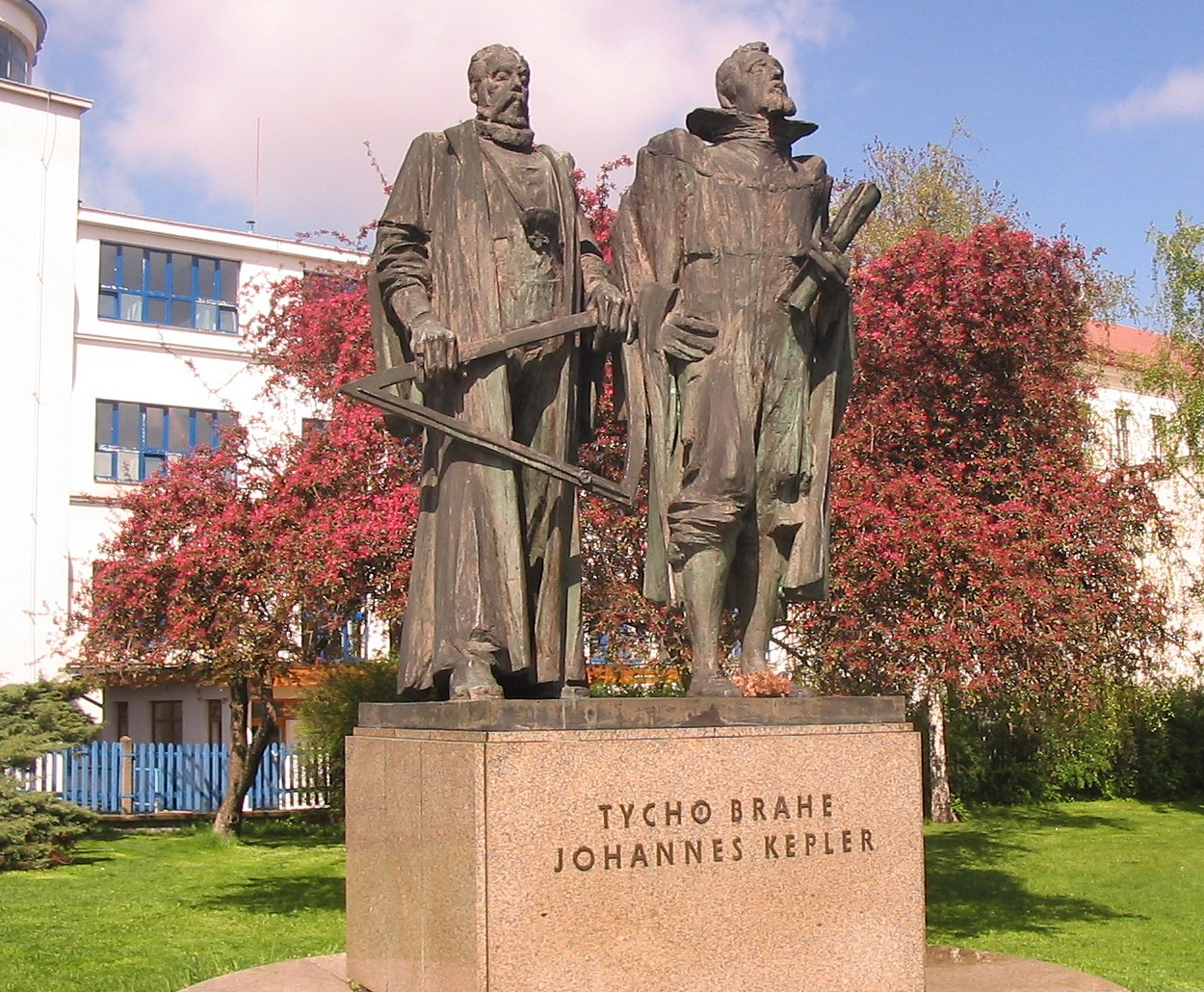
نصب تذكاري للعالِمين يوهانس كبلر وتيخو براهي في براغ

يوهانس كِبلر (27 ديسمبر 1571 - 15 نوفمبر 1630)، عالم رياضيات وفلكي وفيزيائي ومُنجّم ألماني وكاتب في الموسيقى. يحتل مكانة مهمة في الثورة العلمية التي وقعت في القرن السابع عشر. اشتُهر أساسا بفضل قوانينه حول حركة الكواكب وبفضل كتبه في مجال علم الفلك وغيره. من كتبه الفلك الجديد ونسق الكون ومختصر علم الفلك الكوبيرنيكي. كان إسحاق نيوتن من بين من أثرت هذه الكتب فيهم، موفرة له أسس نظريته حول التجاذب الكوني. تنوع أعمال كبلر وتأثيراتها جعلن منه واحدا من مؤسسي وآباء علم الفلك المعاصر والمنهج العلمي والعلوم الطبيعية والعلوم المعاصرة. وُصف أبًا للخيال العلمي، نظرا لكونه كاتبًا لرواية الحُلم. كان أول من وضع قوانين تصف حركة الكواكب بعد اعتماد فكرة الدوران حول الشمس مركزًا لمجموعة الكواكب من قبل كوبرنيك وغاليلي.[بحاجة لمصدر]
عمل كبلر أستاذًا للرياضيات في مدينة غراتس.
عاش كبلر في زمان لم يكن هناك تمييز بين علمي الفلك والتنجيم، ولكن كان هناك تمييز واضح بين علم الفلك من جهة، جزءًا من الرياضيات والفيزياء من جهة ثانية، جزءا من الفلسفة الطبيعية. أدخل كبلر في عمله حُججًا ذات طبيعة دينية، معتقدا بأن الله عز وجل خلق العالم طبقًا لمخطط معلوم يكتشف بضوء الفكر. وصف كبلر علم الفلك الجديد بصفة "فيزياء الأجرام السماوية"، وبكونه رحلةً صغيرةً في كتاب ما وراء الطبيعة لأرسطو، وأنك تكملة لكتاب "السماء والعالم" لأرسطو أيضًا.

## ولادته ونشأته
ولد يوهانس كبلر في مدينة فايل بمقاطعة فورتمبيرغ جنوب ألمانيا، في يوم 27 ديسمبر 1571م، لأب فقير كان يملك حانة، وكان التطور الطبيعي للأحداث أن يكون كبلر ساقيا في حانة أبيه، ولكنه لم يكن مؤهلا لهذا العمل، مما حدا بوالديه لأن يرسلاه للدراسة كي يصبح قسيسًا بروتستانتيًا، وكان هذا أفضل اختيار سهل له دراسة علم الفلك، حيث ذهب كبلر إلى جامعة توبنجن اللاهوتية الشهيرة، وقام بدراسة علم اللاهوت. في ذلك الحين حدثت حادثة حددت مستقبله، إذ إنه قابل أستاذًا شرح له النظام الكوبرنيكي للعالم كوبرنيكوس، وهو عالم بولندي، قام عام 1534م بنشر نظريته المشهورة حول النظام الشمسي، دحض فيها نظرية كلوديوس بطليموس (154 بعد الميلاد)، التي كانت قد وضعت الأرض كوكبًا غير متحرك في وسط الكون، تدور حوله الشمس والكواكب الأخرى.
ولكن كوبرنيكوس أكد بطريقة علمية أن الشمس وليست الأرض هي مركز النظام الشمسي، وأن الأرض كوكب مثل باقي الكواكب التي تدور كلها حول الشمس.

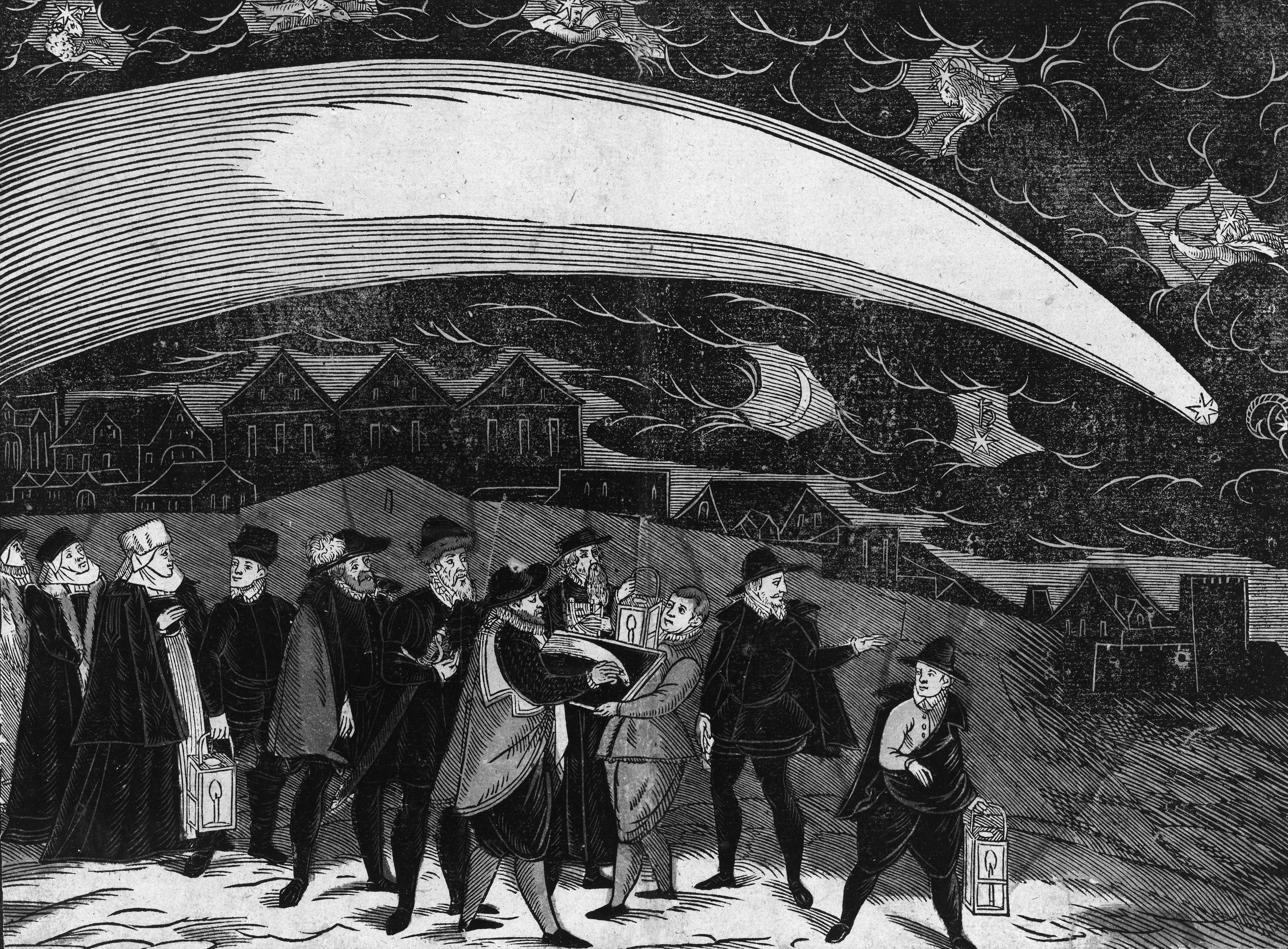
كبلر، طفلا، شهد المذنب الكبير لعام 1577، الذي جذب اهتمام علماء الفلك عبر أوروبا وغيرها.

وأدرك يوهانس كبلر صحة هذه النظرية، وأصبح من المؤمنين بها، وما لبث أن أصبح اسمه مشهورًا، وقد بلغت شهرته شأنا جعل العالم الفلكي تايكو براهي يدعوه في عام 1599م، إلى الحضور إلى براغ لكي يعمل مساعدا له، في بلاط الإمبراطور رودولف الثاني (1552- 1612م).
وفي عام 1600م، سافر كبلر إلى براغ وأصبح يوهانس كبلر مساعداً للعالم الفلكي تايكو براهي (تيخو براهي) ويعمل معه في مرصده، ثم بعد أشهر قليلة من عمله معه توفي أستاذه، وبذلك ورث كبلر جميع الإنجازات الرصدية لتايكو براهي، وصار كبلر عالم فلك في البلاط الملكي.
كان كبلر يقوم برصد النجوم في الليالي الصافية بأجهزة بصرية بدائية، ثم يتحول إلى أوراقه المكدسة بالأرقام يدرسها ويحسبها دون أن ينال منه الكد أو التعب.
وعكف على دراسة مسار كوكب المريخ محاولاً وضع نموذج هندسي لحركة هذا الكوكب حول الشمس. فما لبث أن اكتشف أن نموذج المسار الإهليلجي (وليس الدائري) يحقق النتائج الأرصادية بدقة كبيرة، حيث تقع الشمس في إحدى بؤرتي الإهليلج. فأهتم بدراسة ظاهرة انكسار الضوء وأعطى قانونها الثاني والذي ينص على ما يلي: «لزوايا ورود صغيرة جداً يكون قانون الانكسار بالشكل التالي:n1.i = n2.r».
ولقد برع في الرياضيات كثيرًا، واستطاع بمهارته الرياضية أن يقترب من تحقيق حساب التفاضل والتكامل. إن قوانين كبلر هي التي هَدَت العالم الإنكليزي إسحاق نيوتن إلى اكتشاف قانون التجاذب الكوني (قانون الجذب العام) حيث بينت قوانين كبلر أن هناك قوة تجاذبية بين الكواكب، حيث قال نيوتن: «إن ما قمت به من اكتشافات كان فوق أكتاف كثير من العمالقة، وكبلر هو واحد من هؤلاء العمالقة».

## الحياة الشخصية

### الديانة
كان يوهانس كبلر مسيحيا لوثريا متديناً، وتسبب اعتقاد كبلر بأن الله خلق الكون بطريقة منظمة جعله أن يُحاول تحديد وفهم القوانين التي تحكم العالم الطبيعي، وبشكل أعمق في علم الفلك. إنّ عبارة «أنا أفكر فقط بأفكار الله من بعده» قد نسبت إليه، على الرغم من أن هذا ربما يكون نسخة منقوشة لكتابة من يده:
هذه القوانين [الطبيعة] هي في متناول العقل البشري؛ أراد الله منا أن نتعرف عليها من خلال خلقه لنا على صورته الخاصة حتى نتمكن من المشاركة في أفكاره الخاصة.
.

## من أقواله
«يُعدُّ التنوع في ظواهر الطبيعة أمرًا مهمًا، كما أن الاكتشافات الكامنة في الكواكب كثيرة؛ وذلك تحديدًا لأن العقل البشري لا يعجز عن اكتشاف كل ما هو جديد»

## أعماله في الفلك

### قوانين كبلر
أثبت كبلر أن النظام الذي وضعه كوبرنيكوس عن مركزية الشمس هو النظام الوحيد الذي يعكس حقيقة حركة الكواكب بدقة، وعن طريق عمليات حسابية وضع قوانينه الثلاثة الهامة بحركة الكواكب حول الشمس.
استطاع كبلر تعميم هذا الاستنتاج على مسارات الكواكب السيارة الأخرى بما في ذلك الأرض، فاتضحت الصورة عنده. لذلك وضع كبلر قانونه الأول الذي يقرر بأن:
(1) كل كوكب يدور في مدار إهليلجي حول الشمس تقع الشمس في إحدى بؤرتيه
ثم راجع كبلر دراسة سرعة الكواكب في مداراتها فوجد أن سرعتها تتغير من موقع إلى آخر بحسب بعدها أو قربها من البؤرة التي تقع فيها الشمس، لكنه اكتشف أن:
(2) الخط الواصل بين الكوكب والشمس يمسح مساحات متساوية للفلك في أزمنة متساوية

القانون الثاني لكبلر

وهذا يعني أن سرعة الكواكب تتزايد كلما اقتربت من الشمس. وسمي هذا قانون كبلر الثاني. ثم قام كبلر بحساب أقطار هذه المدارات. ولما كانت أشكالها الصحيحة إهلجية وليست دائرية لذلك فلها محورين مختلفين، ومركز الإهليلج هو النقطة التي تقع عند تقاطع المحورين. ويسمى نصف المحور الأكبر، بينما يسمى نصف المحور الأصغر، وبعد دراسة وتحليل نتائج الرصد تبين له أن:
- مربع زمن دورة الكوكب حول الشمس تتناسب تناسباً طردياً مع مكعب نصف المحور الكبير

وسمي هذا الاكتشاف قانون كبلر الثالث. وصفت هذه القوانين الثلاثة المتكاملة حركة الكواكب حول الشمس وفق المنظور الجديد القائل بمركزية الشمس بشكل أصبحت فيه الحسابات تطابق الأرصاد الفلكية إلى درجة كبيرة، بذات الوقت الذي فسرت فيه الحركات التراجعية للكواكب دون الحاجة لوجود أفلاك التدوير.

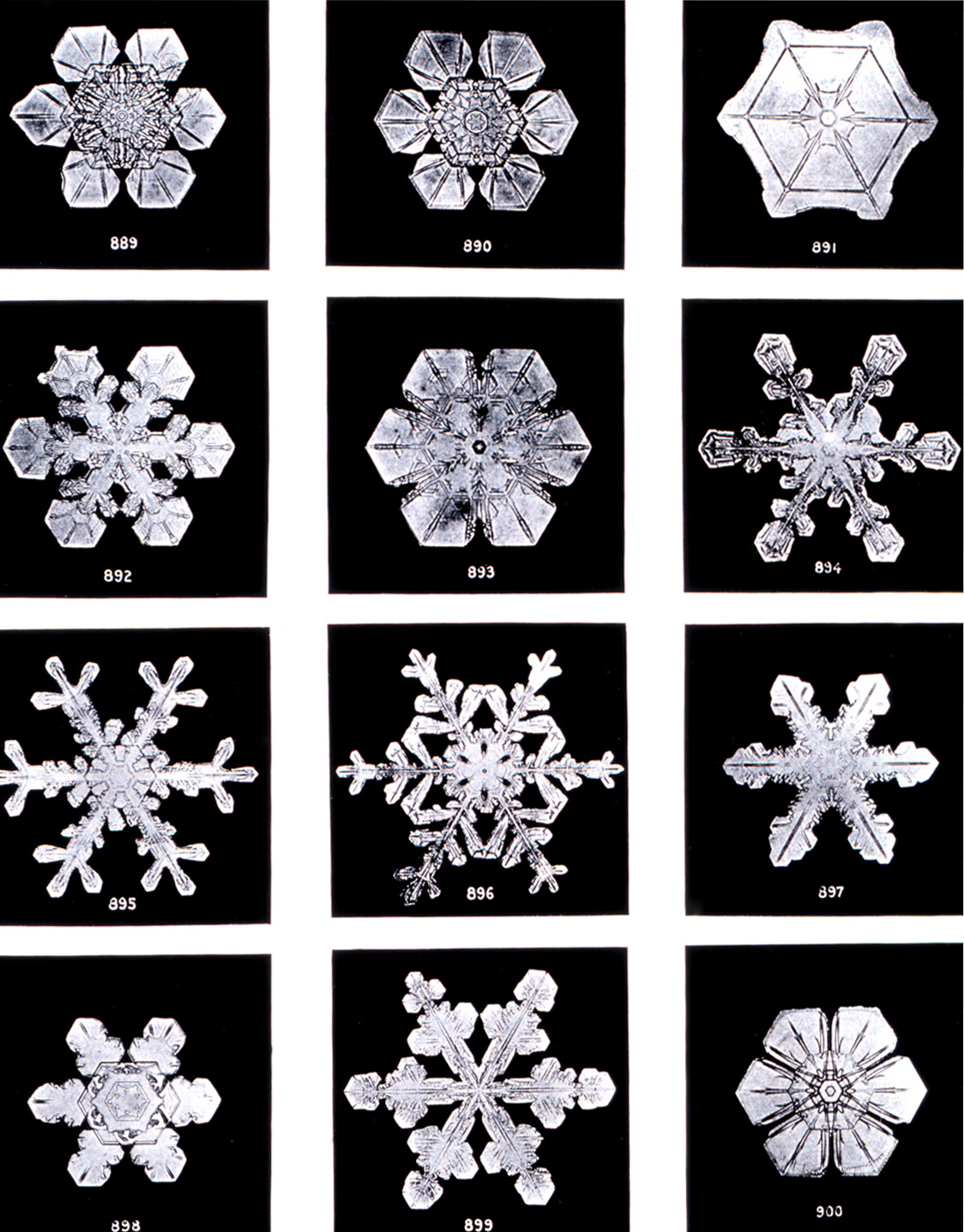
Schneeflocken. Foto: ويلسون بنتلي

### السر المقدس للكون
أول عمل لكبلر في مجال الفله هو كتاب عنوانه السر المقدس للكون. نشره في عام 1596م. كان أولَ عمل يُدافع فيه عن النظام الكوبيرنيكي والمتمثل في مركزية الشمس بدلا عن مركزية الأرض. حاول كبلر الربط بين مجسمات أفلاطون من جهة، وبين النظام الشمسي من جهة أخرى.

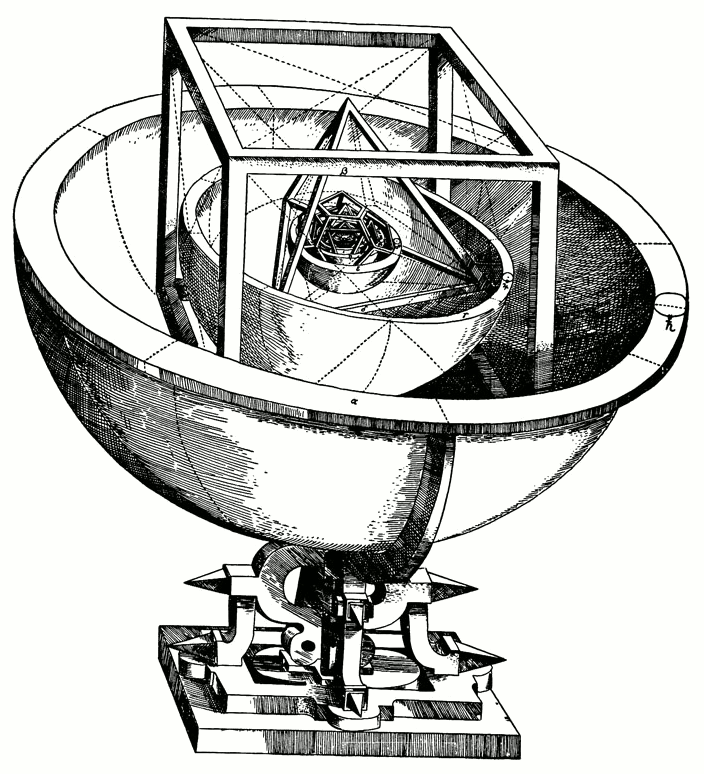
نموذج أفلاطون المعتمد على المجسمات الأفلاطونية من أجل تمثيل المجموعة الشمسية، كما جاء في كتاب السر المقدس للكون. نُشر الكتاب عام 1596م.

### الفلك الجديد
الاتجاه الذي ذهبت فيه أبحاث كبلر في كتابه الفلك الجديد، تتعلق بمسار كوكب المريخ. رغم أنه انتهى من كتابته في عام 1604، إلا أنه لم ينشر إلا في عام 1609. سبب ذلك استعماله لقياسات في كتابه قام بها العالم تيخو براهي، والذي توفي في عام 1601، احتج ورثته على هذا الاستعمال.

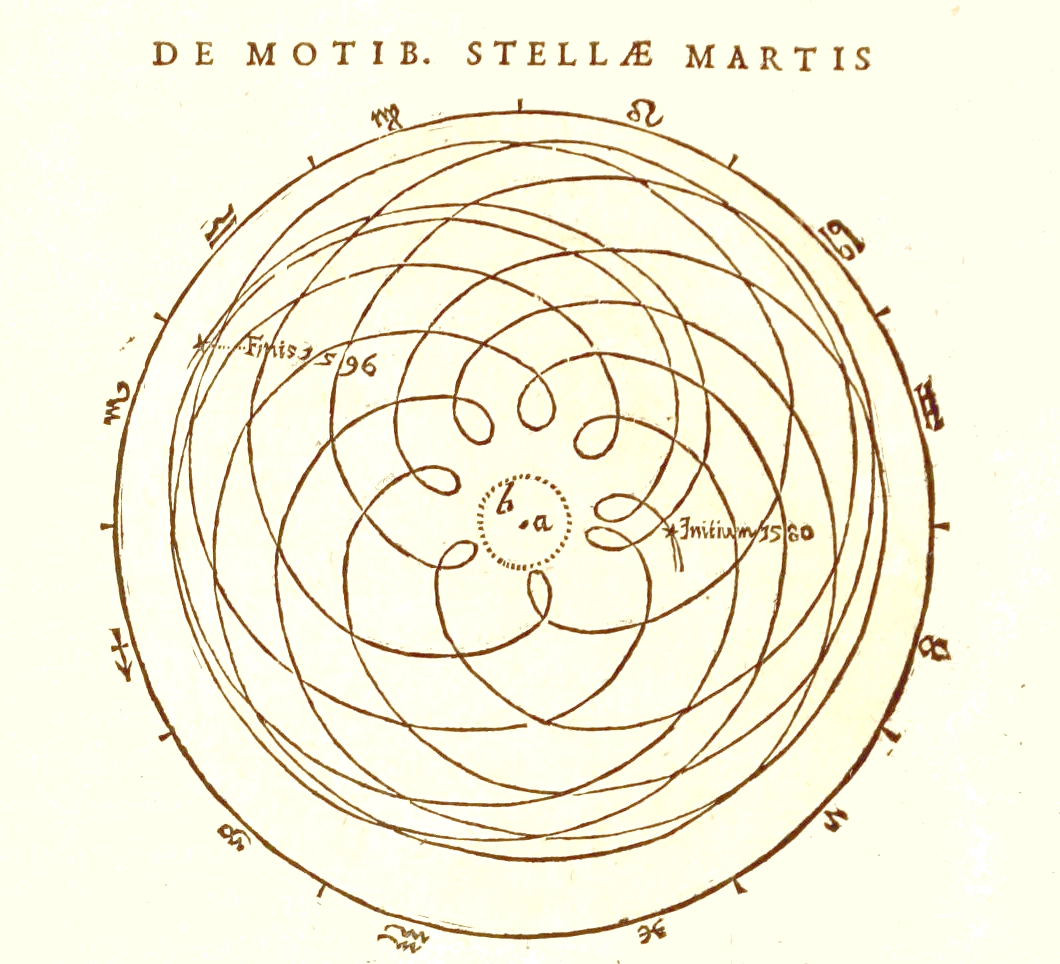
بيان لمنحنى كوكب المريخ، اعتمادا على نظام مركزية الأرض. خلال عدة دورات لحركة رجعية للأرض في كتاب الفلك الجديد (1609)

### مختصر علم الفلك الكوبيرنيكي
بين عامي 1618 م و1621 م، ألّف كبلر كتاب مختصر علم الفلك الكوبيرنيكي („Abriss der kopernikanischen Astronomie“). يعتبر هذا الكتاب أول كتاب تعليمي لتدريس موقع الشمس المركزي في المجموعة الشمسية.

### إنجازات أخرى
كان لتنبؤ كبلر بمرور كوكب الزهرة عبر صفحة الشمس في عام 1631م، فكان له أثرا كبيرا على مجتمع الباحثين آنذاك ويعتبر هذا التنبؤ من الصفحات البارزة في التاريخ الإنساني. فقد كان لهذا الحدث صدى كبيرا إذ احتسب وقوعه بدقة ولأول مرة في التاريخ، واستخدم كبلر لتحديد هذا الحدث التاريخي قوانينه الفلكية التي اكتشفها.

### إنجازاته في الرياضيات
كان حساب اللوغاريتمات قد بدأ عام 1484م، من طرف العالم الفرنسي نيكولاس شوكيت، وقام ميكائيل شتيفل بتعديلها (1486 - 1567) في كتابه Arithmetica integra الذي نشر عام 1544م، في نورنبرغ. ولكن بدأ الحساب العملي في الواقع بعد إدخال نظام الكسور العشرية حوالي عام 1600م. ثم جاء السويسري جوست بورجي (1552 - 1632) الذي أعد جداول اللوغاريتمات بين الأعوام (1550 - 1617)، كما اهتم بها العالم الأسكتلندي جون نابير (1550 -1617). وبعد ذلك قام يوهنيز كبلر بابتكار طرق حسابية أبسط وأدق عن سابقيه حيث كانت تلك الحسابات تستغرق وقتا طويلا لإجراء الحسابات الفلكية. واستخدم كبلر طرق حساباته وعقد العزم على نشرها وجعلها في متناول الجميع، وألف على هذا الطريق تفسيرا لمبدأ اللوغاريتمات وزودها بجداول دقيقة وأكملها. علاوة على ذلك فقد عالج كبلر نظرية كثير الزوايا وقام بابتكار الشكل الهندسي لنجمة مجسمة تحتوي عل 40 طرفا. كما يرجع إلى كبلر تعريف ما يسمى بالموشور المضاد.

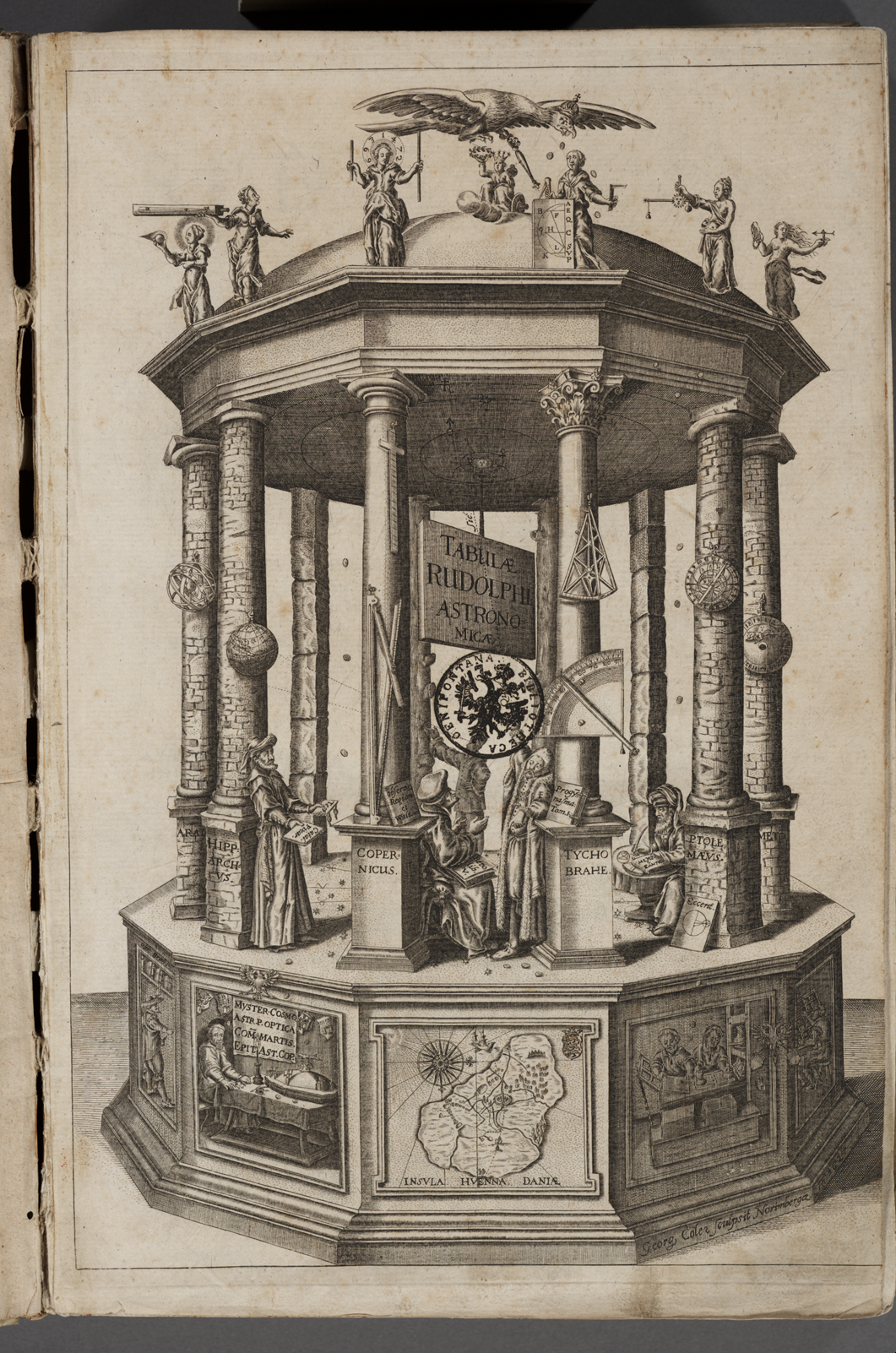
Tabulae Rudolfinae – Frontispiz

### في علم البلورات
إلى جانب اهتمام كبلر بعلم الفلك فقد أهتم بتناظر الأنظمة البلورية وابتدأ اهتمامه بها عن طريق دراسة بلورات الثلج. وأكتشف أن هناك قوى طبيعية تربط بين جزيئات المواد - وليست بين بلورات الثلج فقط - تعمل على تنمية المادة وترصفها بتلك الأشكال الهندسية المنتظمة. كما اكتشف أن بلورات الثلج تختلف عن بعضها البعض، ومع ذلك فهي تظهر أمامه وتعيد نفسها كلما أدار البلورة 60 درجة، وهذا هو التناظر السداسي.

### اختراعه التقني

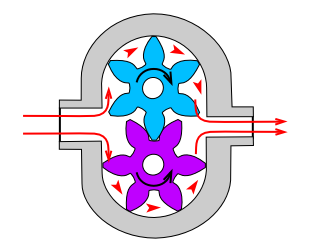
مضخة ذات تروس

قام يوهانس كبلر كذلك باختراع طلمبة لمعاونة عمال المناجم، وكانت الطلمبة تستغل في المنجم لإخراج الماء منه إلى أعلى. وتوصل إلى اختراع طلمبة لذلك وهي عبارة عن ترسين متقابليين تتداخل أسنانهما في بعضهما البعض وبينهما فتحات يمكن للماء أن يمر منها ويرفع إلى أعلى: كانت تلك الطلمبة تدار يدويا، فكانت أول طلمبة تعمل من دون صمام. مثل تلك الطلمبة لا تحتاج لعمليات صيانة وتتحمل الكثير من الجهد، وتستخدم في وقتنا هذا كطلمبة الزيت في السيارات.

## أعماله الأخرى
- De Fundamentis Astrologiae Certioribus "عن الأساسيات الأكثر ثباتًا في التنجيم"، 1601.
- Astronomiae pars optica "الجزء البصري من علم الفلك" (رابط الكتاب (باللاتينية))، 1604.

## وفاته
في ليلة 15 من شهر نوفمبر عام 1630م، توفي كبلر في حجرة صغيرة في منزل تاجر في مدينة ريغنسبورغ في جنوب ألمانيا، عن عمر ناهز الثامنة والخمسين عامًا.